# ميلبا هيرنانديز
ميلبا هيرنانديز رودريغيز ديل ري (بالإنجليزية: Melba Hernandez ؛ 28 يوليو 1921 - 9 مارس 2014) دبلوماسية وسياسية كوبية. كانت سفيرة كوبا في فيتنام وكمبوديا.

## حیاتها
وُلدت هيرنانديز في کراکیز في مقاطعة فيلا كلارا، وكانت الابنة الوحيدة لعائلة ملاتو المحافظة. عاشت في شقة حديثة في شارع جوولار في منطقة ودادو في هافانا. تخرجت من جامعة هافانا عام 1943 بدرجة بكالوريوس في القانون وعملت كمحامية جمارك في حكومة كارلوس بيريو كانت واحدة من امرأتين (إلى جانب هيدية سانتاماريا) هاجمت ثكنات مونكادا في عام 1953. على الرغم من أنها عملت كمحامية في محكمة منغادا لمدة عشر سنوات ، قررت عدم الدفاع عن نفسها ومثلها خورخي باجلي كاردرو. حُكم عليها بالسجن لمدة 7 أشهر تم تسميتها لاحقًا بطلة مونکادا. في أوائل الستينيات كانت مسؤولة عن سجن النساء في كوبا.
حتى عام 1993 ، كانت نائب رئيسة الجمعية الوطنية للسلطة الشعبية (خدمت سابقا من 1976-1986 کممثل بلدية المنطقة 10 أكتوبر). کانت هيرنانديز عضوة في اللجنة المركزية للحزب الشيوعي الكوبي منذ عام 1986 كما شغلت منصب الأمين العام لمنظمة OSPAAAL (منظمة التضامن مع شعوب آسيا وأمريكا اللاتينية وأفريقيا).

## وفاتها
توفيت ميلبا هيرنانديز في 9 مارس 2014 بسبب مضاعفات مرض السكري.